# Ángel Maza
Ángel Eduardo Maza (La Rioja, 18 de diciembre de 1954) es un político argentino perteneciente al Partido Justicialista. Fue gobernador de la provincia de La Rioja en tres oportunidades.

## Trayectoria
Maza se graduó en Geología en la Universidad Nacional de Córdoba, doctorándose tiempo después. Trabajó como tal en servicios mineros nacionales y provinciales. Es hermano de Ada Maza, exsenadora nacional por la Rioja.
Fue designado como Ministro de Gobierno por Carlos Menem, continuando incluso en gobiernos consecutivos a éste, desde 1985 hasta 1992, cuando el mismo Menem, ya presidente, lo designa Secretario de Minería de la Nación, un nuevo cargo. En esa secretaría impulsó y concretó la sanción de siete leyes estratégicas en el rubro, que conforman un plan minero nacional y que se siguen aplicando en la actualidad: ley 24196 de Inversiones Mineras, ley 24226 Acuerdo Federal Minero, ley 24224 de Reordenamiento Minero, ley 24402 de Financiamiento y Devolución Anticipada del IVA, ley 24498 de Actualización Minera, ley 24585 de Protección Ambiental y ley 24243 Tratado entre la República de Chile y la República Argentina sobre Integración y Complementación Minera.
Abandona el cargo en 1995, cuando es electo Gobernador de La Rioja.
Sus tres mandatos como Gobernador de La Rioja fueron entre el 10 de diciembre de 1995 al 10 de diciembre de 1999, 10 de diciembre de 1999 al 10 de diciembre de 2003 y 10 de diciembre de 2003 hasta su suspensión el 13 de marzo de 2007 y posterior destitución el 12 de abril de aquel año.
Si bien Maza apoyó y fue funcionario de Menem, se distanció de él para apoyar a Néstor Kirchner. En 2006 ganó las internas a gobernador del Partido Justicialista frente al candidato menemista, lo cual fue visto como una victoria de Kirchner frente a Menem.

### Destitución
Maza comenzó a tener conflictos con su vicegobernador Luis Beder Herrera, a quien adherían la mayoría de los diputados de la legislatura, que modificaron el presupuesto provincial, restringieron poderes del ejecutivo, prohibieron la reelección y finalmente apoyaron el pedido de juicio político, que terminó con su destitución Asumió finalmente Beder Herrera, quien ya venía ejerciendo el poder ejecutivo. Ante ello, con el patrocinio de los abogados Raúl Alfredo Galván y Pedro Nicolás Carreño, el exgobernador presentó un recurso ante el Tribunal Superior de Justicia de La Rioja, el que lo rechazó y por lo tanto concurrió a la Corte Suprema de Justicia, la que finalmente falló a su favor en cuanto no aplicar la inhabilitación para ocupar cargos públicos por cinco años que le aplicó la Legislatura de La Rioja, además de su cese como jefe del Estado provincial. La CSJ entendió que "la sanción fue incluida en la sentencia dictada el 17 de abril de 2007 pero que no fue adecuadamente votada conforme constitucionalmente se requería, lo que se traduce en una afectación del derecho de defensa", según el voto de los jueces Higton de Nolasco y Maqueda. Por su parte, el juez Zaffaroni consideró que la inhabilitación "se trata de una pena de naturaleza infamante, categoría que ha desaparecido definitivamente del derecho comparado y que nuestra ley penal nunca ha admitido, por su clara incompatiblidad con el principio republicano de igualdad".